# جابان (هوراند)
جابان یکی از روستاهای استان آذربایجان شرقی است که در دهستان دودانگه بخش مرکزی شهرستان هوراند واقع شده‌است.این روستا ۷۱ نفر جمعیت دارد.